# Bertha Espinoza Gutiérrez
Bertha Josefina Espinoza Gutiérrez nació en la Ciudad de Chihuahua, pero cursó todos sus estudios en la Ciudad de México. En 1971 ingresó a la Escuela Nacional Preparatoria plantel 8, Miguel E. Schultz, para posteriormente estudiar la carrera de Biología en la Facultad de Ciencias de la UNAM. Cursó su Maestría en el posgrado de Investigación Biomédica Básica de la Unidad Académica de los Ciclos Profesionales y de Posgrado (UACPyP) de la UNAM, obteniendo mención honorífica en su examen para obtener el grado. Sus estudios de doctorado los realizó en el departamento de Inmunología Química en el Instituto Weizmann de Ciencias en Israel. En 1991, al término de su doctorado ingresó como investigadora en el Instituto de Investigaciones Biomédicas (IBB) de la UNAM, donde logró el nivel de Investigadora Titular C de tiempo completo en el Departamento de Inmunología, además de ser miembro del Sistema Nacional de Investigadores nivel III. 

## Trayectoria académica
En 1977, comenzó a ser ayudante de profesor en la Facultad de Ciencias de la UNAM, impartiendo las asignaturas de Histología Animal Comparada, Embriología Animal Comparada e Inmunología. En 1978 fue docente en la Escuela Nacional de Estudios Profesionales de Zaragoza de la UNAM (actualmente FES Zaragoza), impartiendo parte del módulo de Embrio-anátomo-fisiología comparada para los alumnos de Biología. Del año 2002 al 2004, también impartió el curso de Parasitología en la Facultad de Química de la UNAM, y  desde el año 2002 coordina un taller de Inmunología de la Facultad de Ciencias. También ha impartido cursos en el  programa de posgrado en Investigación Biomédica Básicaa de la UNAM. Ha sido tutora de los posgrados en Ciencias Biomédicas, Ciencias Biológicas, Ciencias Bioquímicas, Ciencias de la Producción y Salud Animal de la UNAM. Como tutora, ha graduado a 37 estudiantes de licenciatura y 20 estudiantes de posgrado. Ha formado parte de la Sociedad Mexicana de Inmunología y de la Sociedad Mexicana de Parasitología,
Como investigadora del departamento de Inmunología del IIB,  estableció una nueva línea de investigación sobre la caracterización genética y biológica de cepas mexicanas de Trypanosoma cruzi, causante de la Enfermedad de Chagas, así como del estudio de la respuesta inmune producida en sus hospederos; logró consolidar el primero grupo de investigación en México que describió las características genéticas de Trypanosoma cruzi en dicho país, estableciendo al genotipo I (actualmente DTU I), como predominante en vectores y humanos en México. De igual forma, en su grupo se describieron las características genéticas poblacionales de un importante grupo de insectos vectores transmisores en México.
Los resultados de su investigación permitieron el desarrollo de pruebas de diagnóstico para la Enfermedad de Chagas, que tuvieron como base el uso de antígenos de cepas de Trypanosoma cruzi aisladas en México. Con estas técnicas su grupo ha realizado estudios epidemiológicos, contribuyendo así al mejor entendimiento de esta enfermedad. Además, prestan un servicio a la comunidad médica de diferentes hospitales y ha apoyado con pruebas serológicas confirmatorias a dos bancos de sangre de la Ciudad de México. Recientemente, ha iniciado una línea de investigación que tiene que ver con el desarrollo de nuevos fármacos y tratamientos contra la Enfermedad de Chagas, lo que ha generado hasta el momento una patente y la solicitud de una segunda patente en revisión al año 2023.
Como resultado de sus investigaciones ha publicado 84 artículos de investigación (78 en JRC), 7 capítulos de libros y 15 memorias en extenso que han recibido más de 1500 citas. Su compromiso con la comunidad universitaria la ha llevado a haber sido secretaría y presidenta del Colegio de Académico del IIB, representante suplente ante el Consejo Académico del Área Químico Biológicas, Consejera Universitaria, miembro del Consejo Interno del Instituto en varias ocasiones e integrante del Consejo Académico del posgrado en Ciencias de la Producción y Salud Animal de la Facultad de veterinaria de la UNAM. Es la coordinadora de la Comisión para la Igualdad de Género del Instituto como representante de la Directora y también recibió el premio Sor Juana Inés de la Cruz en 2016.
Ha sido reconocida como una de las investigadoras con más experiencia en el estudio de la enfermedad de Chagas en México, prueba de ello son las 90 invitaciones a impartir conferencias en diferentes partes del país y del mundo, habiendo presentado trabajos en 289 Congresos Nacionales e Internacionales. Ha sido invitada como revisora de artículos sobre el tema de la Enfermedad de Chagas en revistas nacionales e internacionales y ha formado parte de grupos internacionales de investigación como el del Organismo Internacional de Energía Atómica "Colaborative Researche Proyect Diagnosis and Epidemiology of Chagas and Leishmania", el Proyecto de cooperación UNAM-IRD (ORSTOM) y el envío de una Misión Francesa en México para el estudio de la Enfermedad de Chagas, el Proyecto CYTED del gobierno español: RED Iberoamericana para el estudio de Triatoma y su posible uso como control biológico de Triatoma sp.

## Publicaciones
Solo se muestran las publicaciones a partir del año 2020.
- Díaz-Valdez J., Martínez I., Rodríguez-Moreno Á., León-Villegas R. I., Gutiérrez-Granados G., Sánchez-Cordero V., Fraga-Nodarse J., Ángeles-Chimal J.ϯ, Espinoza B. Multiple discrete typing units of Trypanosoma cruzi infect sylvatic Triatoma dimidiata and Pastrongilus rufotuberculatus in southeast Mexico. Am. J. Trop. Med. Hyg. Aceptado. ISSN 0002-9637 2021
- Aguilar Martínez C. U., Sánchez Martínez S.D., Berruecos-Villalobos, J.M., Valencia, J. Segura-Correoa J.C. Roldán-Roldán, A. Espinoza Gutiérrez, B. Genetic characterization of Pelibuy sheep in México using microsatellites markers. Revista Ciencias Pecuarias. Aceptado. ISSN 2007-1124. e- ISSN 2448-6698 2021
- Arroyo-Olarte, Ruben D.; Martinez, Ignacio; Lujan, Eduardo; Mendlovic, Fela; Dinkova, Tzvetanka; Espinoza, Bertha Differential gene expression of virulence factors modulates infectivity of TcITrypanosoma cruzistrains Parasitology Research, Volume 119 Número 11 Páginas 3803 a la 3815 DOI: 10.1007/s00436-020-06891-1 2020
- Rodríguez-Hernández K.D., Martínez I., Reyes-Chilpa R., Espinoza B. Mammea type coumarins isolated from Calophyllum brasiliense induced apoptotic cell death of Trypanosoma cruzi through mitochondrial dysfunction, ROS production and cell cycle alterations. Bioorganic Chemistry. Vol. 100, july 2020, 103894. DOI: 10.106/j biorg.2020. 103994 FI: 4.831 2020
- Fabiola A. López-Huerta, Antonio Nieto-Camacho, Félix Morales-Flores, Simón Hernández-Ortega, María Isabel Chávez, Carlos A. Méndez Cuesta, Ignacio Martínez, Bertha Espinoza, Francisco J. Espinosa-García, Guillermo Delgado. Hopane-type triterpenes from Cnidoscolus spinosus and their bioactivities. Bioorganic Chemistry. Vol. 100, July 2020, 103919. DOI: 10.1016/j.bioorg.2020.103919. FI 4.831 2020